# Pomnik Jana Kiepury w Krynicy-Zdroju
Pomnik Jana Kiepury w Krynicy-Zdroju – pomnik poświęcony Janowi Kiepurze. Znajduje się w północnej części Krynicy-Zdroju, przy ulicy Piłsudskiego, na skwerze przed kinem „Jaworzyna” (centrum kultury). Został odsłonięty 17 lipca 2004.

## Opis
Pomysł postawienia pomnika Jana Kiepury w Krynicy-Zdroju narodził się w latach 90. XX wieku, jednak sprawę udało się sfinalizować dopiero w 2004. Inicjatorem budowy było Krynickie Towarzystwo Kulturalne im. Jana Kiepury. Z uwagi na koszty postanowiono, że będzie to kopia odsłoniętego dwa lata wcześniej pomnika Jana Kiepury w Sosnowcu.
Fundusze na pomnik zbierano w trakcie kwest oraz koncertów. Wsparcia udzieli sponsorzy oraz władze samorządowe Krynicy-Zdroju.
Trzymetrowy odlew z brązu jest umieszczony na granitowym cokole o wysokości 1,40 m. Pomnik przedstawia Jana Kiepurę w jego najbardziej znanej pozie – artysta w rozwianym płaszczu i kapeluszu śpiewa z prawą ręką wzniesioną w górę.
Autorami projektu są warszawscy artyści rzeźbiarze Tadeusz Markiewicz i Gabriel Karwowski. Odlewu dokonał Piotr Piszczkiewicz, natomiast cokół zaprojektował Krzysztof Macinatowicz.

## Galeria

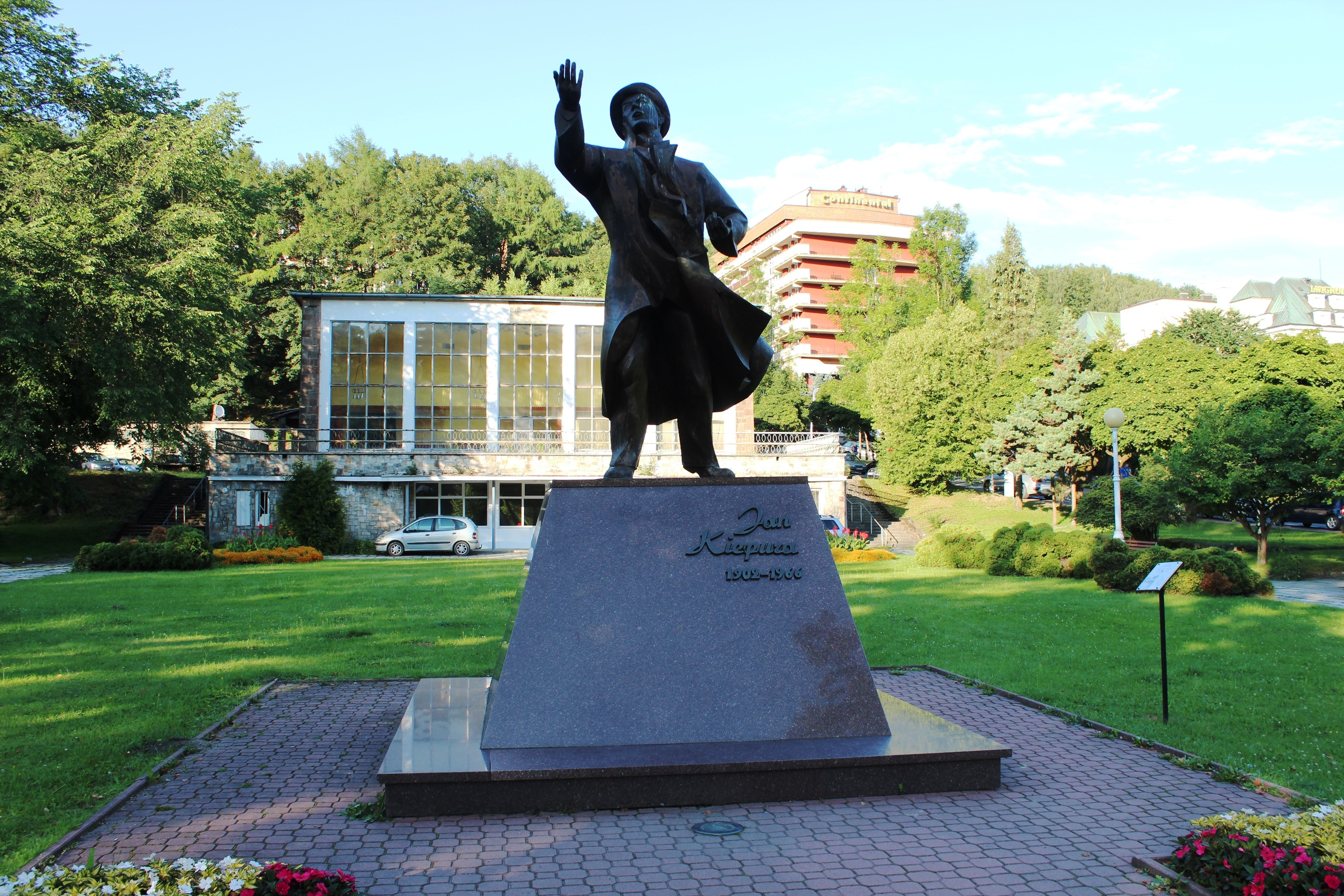
Pomnik od strony ul. Piłsudskiego
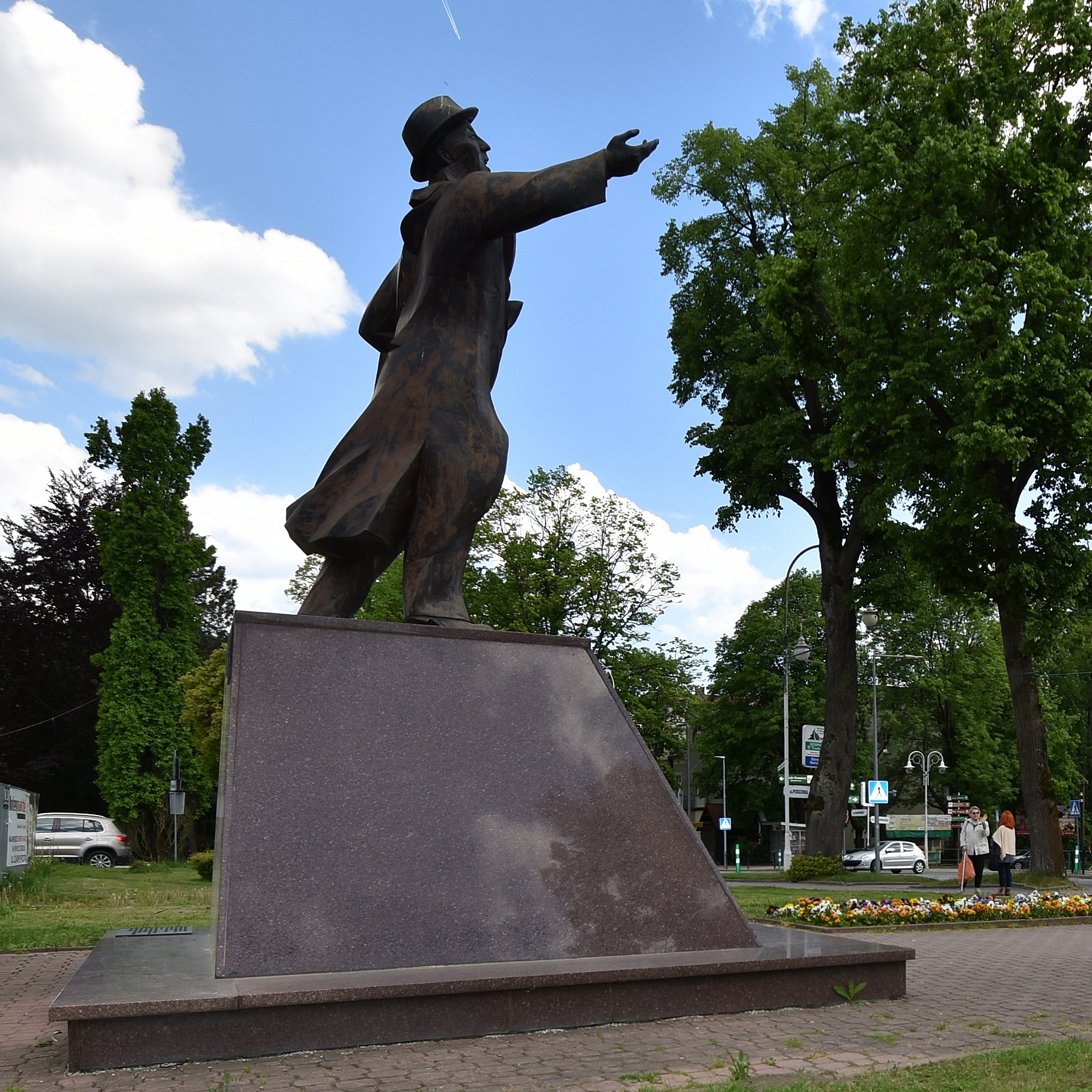
Pomnik od strony kina „Jaworzyna” (centrum kultury)
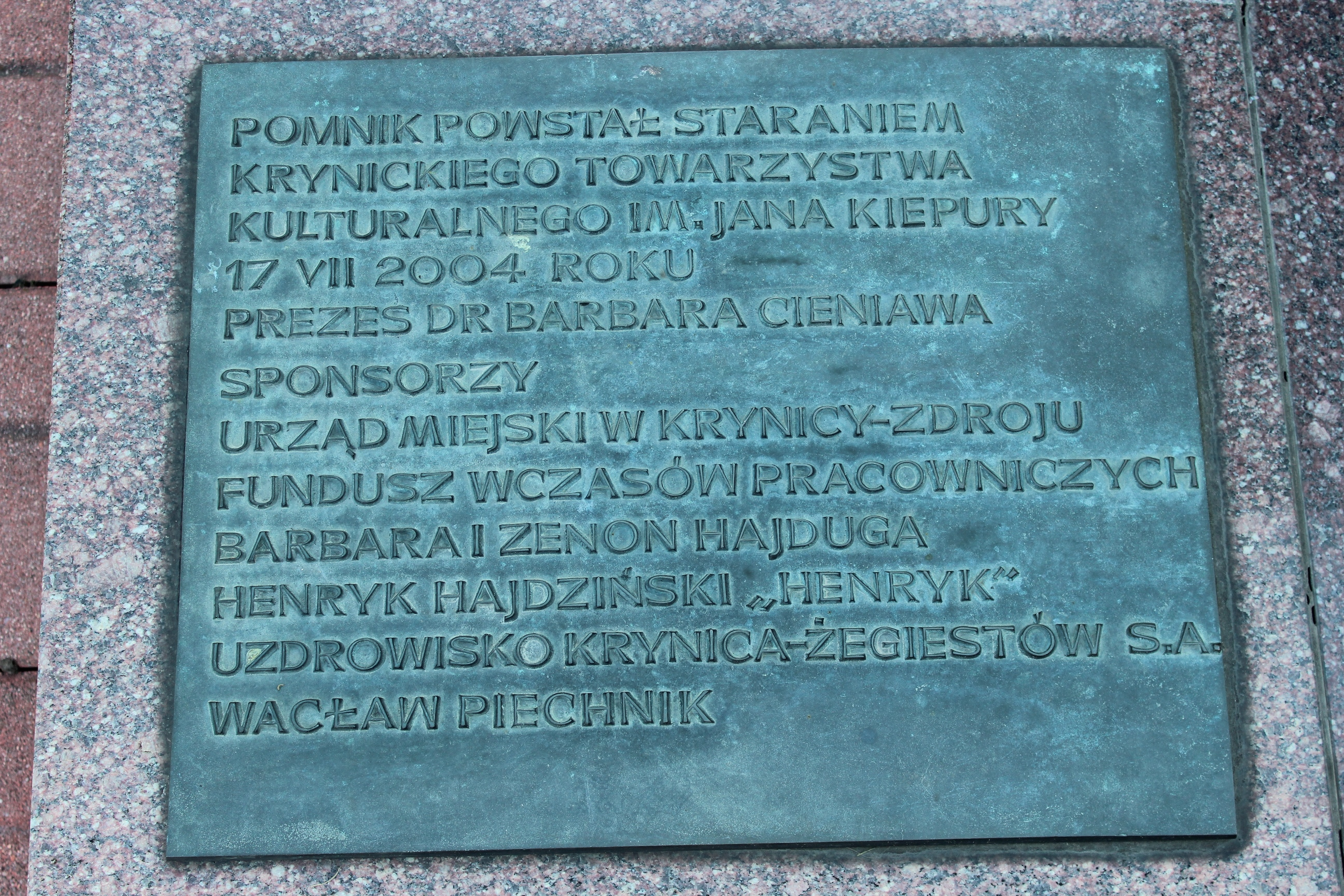
Tablica z informacją dotycząca historii powstania pomnika
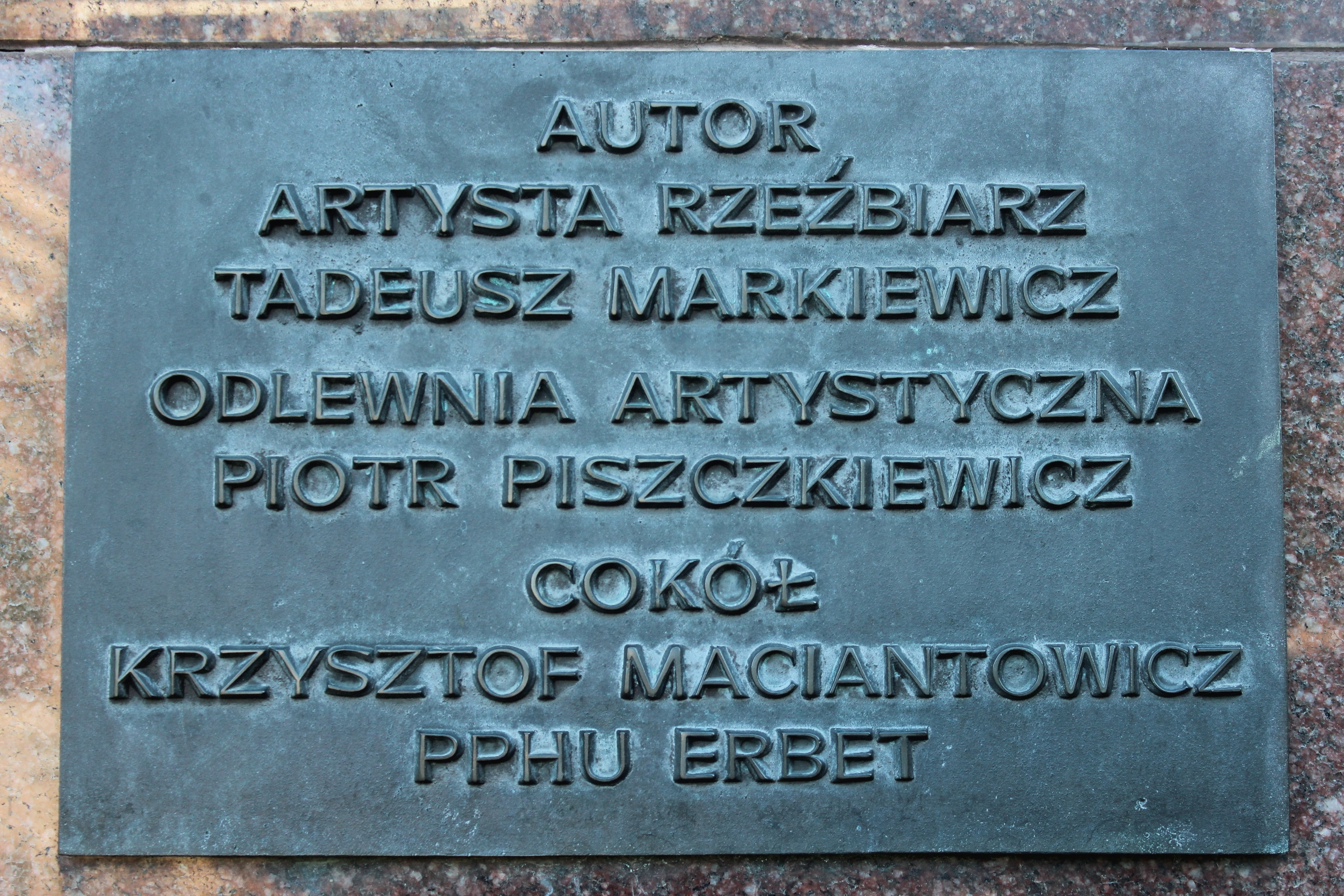
Tablica z informacją o autorach pomnika